# Selîșce, Barîșivka
Selîșce (în ucraineană Селище) este o comună în raionul Barîșivka, regiunea Kiev, Ucraina, formată numai din satul de reședință.

## Demografie
Componența lingvistică a comunei Selîșce
     Ucraineană (96,93%)
     Rusă (2,97%)
     Alte limbi (0,11%)
Conform recensământului din 2001, majoritatea populației comunei Selîșce era vorbitoare de ucraineană (96,93%), existând în minoritate și vorbitori de rusă (2,97%).